# Forrest Gregg
Forrest Gregg (Birthright, 18 ottobre 1933 – Colorado Springs, 12 aprile 2019) è stato un allenatore di football americano e giocatore di football americano statunitense.
Membro della Pro Football Hall of Fame per la sua carriera da giocatore, Gregg ha vinto sei campionati NFL, cinque dei quali coi Green Bay Packers e uno coi Dallas Cowboys (il Super Bowl VI) dove passò l'ultima stagione della carriera. In seguito fu il capo-allenatore di tre squadre nella NFL (Cleveland Browns, Cincinnati Bengals e Packers) e di due nella Canadian Football League (Toronto Argonauts e Shreveport Pirates).

## Carriera da giocatore
Gregg fu un giocatore chiave della dinastia dei Packers che vinse cinque campionati NFL e due Super Bowl negli anni sessanta. Gregg si guadagnò la fama di "iron man" disputando l'allora record della lega con 188 gare consecutive dal 1956 al 1971. Fu inserito nella formazione ideale della stagione All-Pro per otto anni consecutivi dal 1960 al 1967 e fu convocato per nove Pro Bowl.
Gregg chiuse la carriera con i Dallas Cowboys, così come fece un altro compagno dei Packers, il cornerback Herb Adderley. Entrambi contribuirono alla vittoria dei Cowboys nel Super Bowl VI, facendone gli unici giocatori (oltre all'ex compagno di squadra Fred Thurston, che aveva vinto il titolo coi Baltimore Colts nel 1958) nella storia del football professionistico ad aver vinto sei campionati.
Vince Lombardi, il leggendario allenatore dei Packers negli anni sessanta, affermò che "Forrest Gregg è il miglior giocatore che abbia mai allenato!" nel suo libro "Run to Daylight". Nel 1999, Gregg fu posizionato al numero 28 nella classifica di The Sporting News dei migliori cento giocatori di tutti i tempi, secondo dietro Ray Nitschke tra i giocatori allenati da Lombardi, secondo dietro Anthony Muñoz (che allenò ai Bengals) tra gli offensive tackle e terzo dietro Munoz e John Hannah tra gli uomini della linea offensiva. Nella stessa classifica stilata da NFL Network nel 2009 fu inserito al 54º posto.

## Palmarès
- (6) Campionati NFL (1961, 1962, 1965, 1966, 1967, 1971)
- (9) Pro Bowl (1959, 1960, 1961, 1962, 1963, 1964, 1966, 1967, 1968)
- (7) First-team All-Pro (1960, 1962, 1963, 1964, 1965, 1966, 1967)
- (1) Second-team All-Pro (1959)
- Formazione ideale del 75º anniversario della National Football League
- Formazione ideale del 100º anniversario della National Football League
- Formazione ideale della NFL degli anni 1960
- Classificato al #54 tra i migliori cento giocatori di tutti i tempi da NFL.com
- Pro Football Hall of Fame (classe del 1977)